# オオホシカメムシ
オオホシカメムシ Physopelta gutta はオオホシカメムシ科 Largidae に属するカメムシの1種。全体に暗んだ赤い色をしており、前翅に大きな黒い斑紋がある。

## 特徴
体長18mm内外の昆虫。全体に暗朱色をしている。頭部は暗朱色で頭頂は特に色が暗い。複眼は小さくて黒く、単眼はない。触角は長くて黒、第1節は最も太く、第2節はほぼ同じ長さで第3節が最も短く、先端の第4節は基部側1/3が黄白色になっている。前胸背は大きく、赤みを帯びた黒だが縁沿いが暗朱色になっている。その背面は中程に横溝があって明らかに前後に区分され、雄ではその前半部が特に強く膨らんでいる。小楯板は黒。前翅の基部側にある革質部はほぼ暗朱色だが付け根の近くは赤みを帯びた黒で、中央付近に大きな黒い円形の斑紋があり、先端部分も黒い。前翅の先端側の膜質部はほぼ黒。体の下面は概して暗朱色、縁の方では色が淡く、また腹部各節にはくぼんだ黒い斑紋がある。歩脚は全体に黒で、基部側の基節、転節、それに前脚の腿節の内側は暗朱色になっている。また前脚の腿節が雄では特に太くなっており、その内側に棘が並んでいる。

## 生態など
森林で生活し、アカメガシワの花穂に群生しているのが観察される。またミカン類の果実から吸汁することもある。燈火にもよく集まる。

## 分布
日本では本州、四国、九州、対馬、屋久島およびそれ以南の南西諸島に産し、国外では台湾、朝鮮半島、中国、アフガニスタン、ニューギニアからオーストラリアにまで見られる。

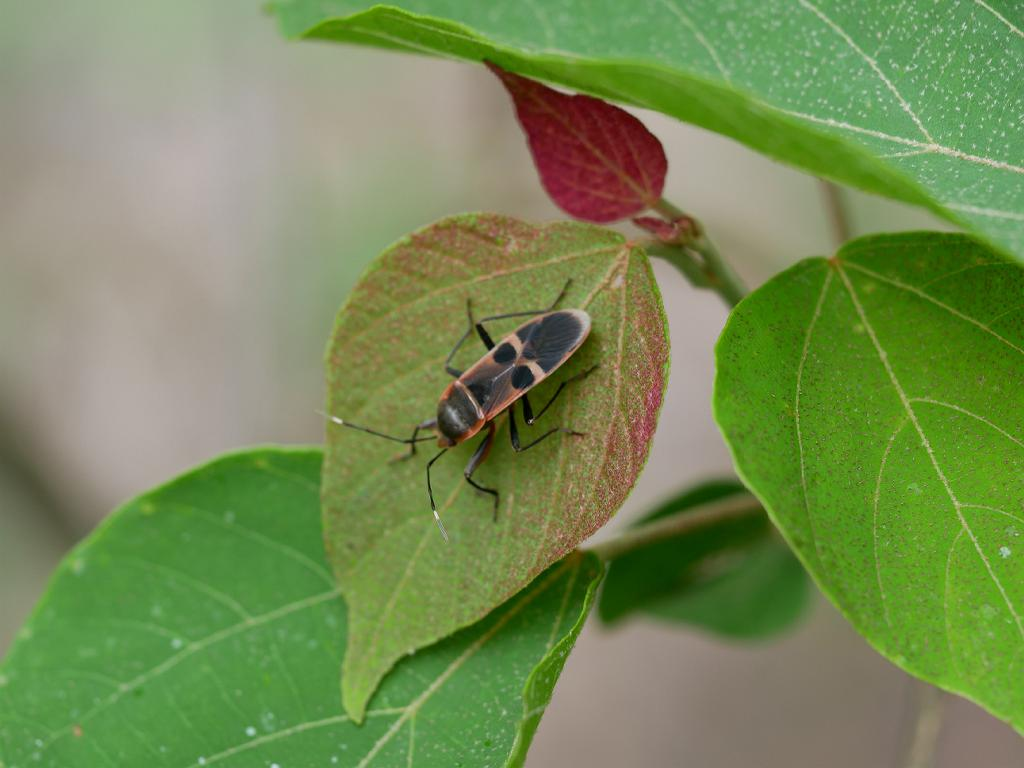
アカメガシワの葉の上の姿
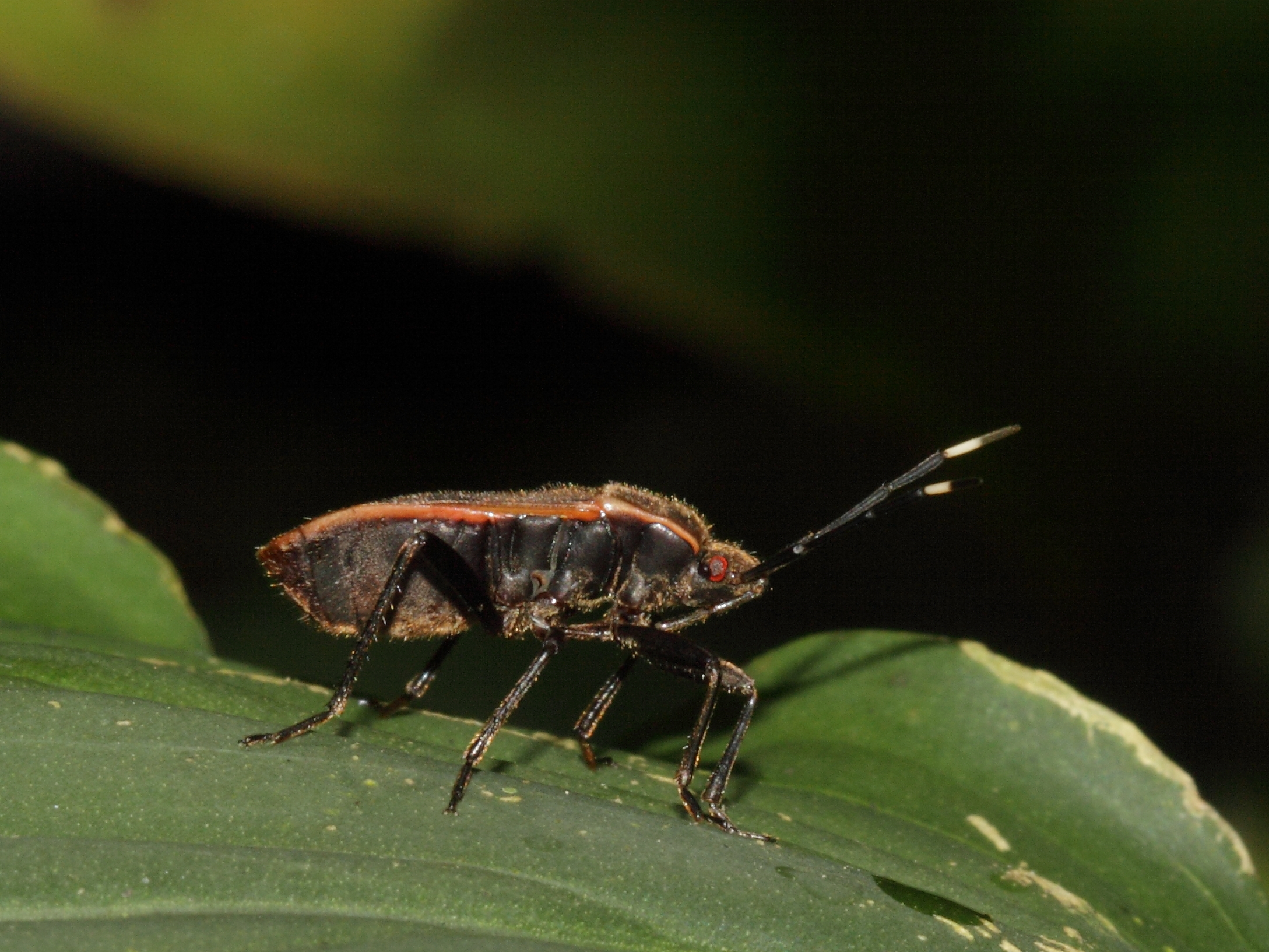
側面から
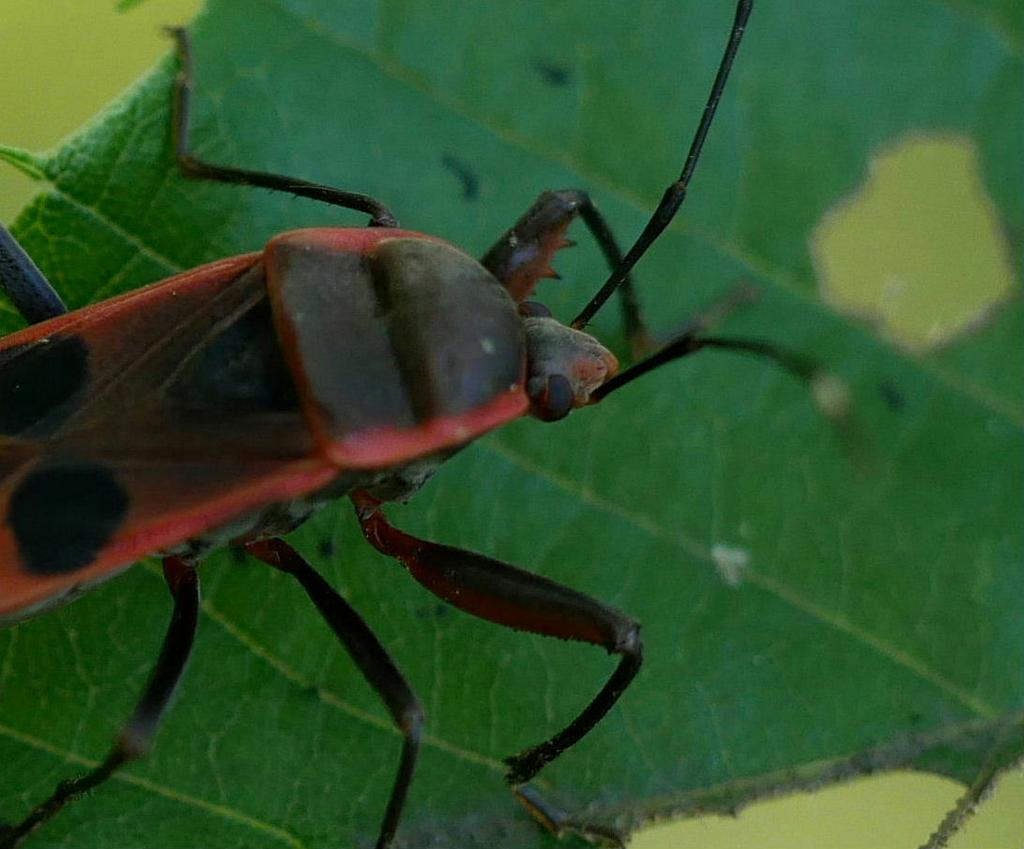
雄の体前半部 前胸の盛り上がりや歩脚の棘が見える

## 類似種
同属のものではヒメホシカメムシ P. parviceps が本種と非常によく似ている。ただし大きさは体長12mm程度とはるかに小さいので判別は容易である。
同属のものとしてはヒメホシカメムシに似て色の赤みが強いアカヒメホシカメムシ P. slanbuschii が八重山諸島に産し、もう一つ本種よりやや小さく、前翅の斑紋が4つはっきり見て取れるヨツモンオオホシカメムシ P. quadriguttata がやはり八重山から知られるが、後者は数度の採集記録があるのみで土着かどうかはっきりしない。

## 利害
成虫がかんきつ類やモモ、スモモなどの果実から吸汁する被害が知られるが、特に大きいものではない。